# 埃爾莫利夫卡
47°33′24″N 32°15′51″E / 47.55667°N 32.26417°E
埃爾莫利夫卡（烏克蘭語：Єрмолівка），是烏克蘭的村落，位於該國南部尼古拉耶夫州，由巴什坦卡區負責管轄，始建於1910年，面積0.5平方公里，海拔高度95米，2001年人口350，人口密度每平方公里700人。